# Alexandr Belousov
Alexandr Belousov (ros. Александр Белоусов, Aleksandr Biełousow; ur. 14 maja 1998 w Tyraspolu) – mołdawski piłkarz rosyjskiego pochodzenia, występujący na pozycji prawego obrońcy w mołdawskim klubie Sheriff Tyraspol oraz reprezentacji Mołdawii.

## Sukcesy

### Klubowe
Sheriff Tyraspol
- Mistrz Mołdawii: 2018, 2019, 2020/2021
- Zdobywca Pucharu Mołdawii: 2018/2019